# Christoffel-Blindenmission
Die Christoffel-Blindenmission e. V. (CBM) ist eine im Jahr 1908 von dem Pfarrer Ernst Jakob Christoffel gegründete Entwicklungshilfeorganisation. Sie hat sich auf Basis christlicher Werte zum Ziel gesetzt, die Lebenssituation von blinden, gehörlosen, geistig und psychisch sowie körperlich behinderten Menschen zu verbessern, und will präventiv wirken. Christoffel gründete das erste Heim für blinde, körperbehinderte und verwaiste Kinder in Malatya. Damit legte er den Grundstein der CBM.

## Organisation
Der Hauptsitz der CBM ist in Bensheim, eine Geschäftsstelle befindet sich in Berlin. Sie gehört zu den 20 größten Hilfsorganisationen in Deutschland. Geleitet wird die CBM von den beiden Vorständen Rainer Brockhaus und Peter Schießl. Die Organisation unterstützt Menschen mit Behinderungen in den ärmsten Ländern der Welt, leistet medizinische Hilfe und setzt sich für gleichberechtigte gesellschaftliche Teilhabe ein. Ziel ist eine inklusive Welt, in der Menschen mit und ohne Behinderungen ihre Fähigkeiten einbringen können und niemand zurückgelassen wird. Im Jahr 2021 förderte die CBM 492 Projekte in 46 Ländern.
In Deutschland betreibt die CBM Aufklärungsarbeit über die Auswirkungen von Sehbehinderung und Blindheit, die Möglichkeit zur Prävention und den Zusammenhang von Armut und Behinderung. Die Organisation hat seit 1993 das Spendensiegel des Deutschen Zentralinstituts für soziale Fragen (DZI) und ist zudem Mitglied im Bündnis Entwicklung Hilft. Zugleich ist sie Unterzeichnerin der Initiative Transparente Zivilgesellschaft.
Von der Weltgesundheitsorganisation WHO ist die CBM als Fachorganisation anerkannt und hat Beraterstatus bei den Vereinten Nationen.
CBM wurde im Jahr 2017 gemeinsam mit der britischen Organisation Sightsavers der mit einer Million Euro dotierte Prémio de Visão António Champalimaud zugesprochen.
Bis Ende 2019 agierte die CBM als Föderation mit weltweit 11 Mitgliedsvereinen und einer eigenen, Programm-implementierenden Dachorganisation (CBM International). Diese wurde im Jahr 2020 mit dem deutschen Mitgliedsverein zum CBM Christoffel-Blindenmission Christian Blind Mission e. V. (CBM) vereint, um die Wirksamkeit und Effizienz der weltweiten Programmarbeit zu stärken. Die anderen früheren Mitgliedsvereine von CBM International aus Australien, dem Vereinigten Königreich, Irland, Italien, Kenia, Neuseeland, Österreich, der Schweiz, Südafrika und den Vereinigten Staaten setzen ihre Arbeit unabhängig von der aus CBM International und CBM Deutschland hervorgegangenen Organisation fort. Sieben von ihnen haben sich zu einer Föderation unter dem Namen CBM Global Disability Inclusion zusammengetan.

## CBM in der Schweiz und in Österreich

### CBM Schweiz
Die CBM Schweiz hat ihren Sitz in Thalwil ZH. Sie ist eine gemeinnützige Organisation und 1988 gegründet worden. Seit 2019 ist sie Mitglied der Föderation CBM Global Disability Inclusion. Die CBM Schweiz führt Landesprogramme in acht Schwerpunktländern (Bangladesch, Bolivien, Burkina Faso, Kenia, Madagaskar, Laos, Nepal und Simbabwe), in weiteren Ländern unterstützt sie einzelne Projekte. 2021 förderte sie ihre Entwicklungs- und humanitären Projekte in Afrika, Asien und Lateinamerika mit einem Volumen von 12,9 Millionen Schweizer Franken. In der Schweiz betreibt die Organisation anwaltschaftliche Arbeit, damit die Rechte von Menschen mit Behinderungen in der Entwicklungszusammenarbeit und der humanitären Hilfe vollumfänglich berücksichtigt werden. Die CBM Schweiz führt das Zewo-Gütesiegel und ist Partnerorganisation der Glückskette.

### CBM Österreich
Die CBM Österreich hat ihren Sitz in Wien. Sie wurde erstmals 1989 gegründet. Im Jahr 2004 hat sich das österreichische CBM-Büro vom CBM-Netzwerk losgesagt und in „Licht für die Welt“ umbenannt, wodurch es für mehrere Jahre keine eigenständige CBM-Vertretung in Österreich gab. Erst 2018 wurde wieder eine Niederlassung in Wien unter der Bezeichnung „Christoffel-Blindenmission Österreich – Gemeinnützige Stiftung“ gegründet.

## Aktivitäten
Die CBM ermöglicht, dass Menschen mit Behinderungen medizinisch betreut, integrativ gefördert und in die Gesellschaft gleichberechtigt einbezogen werden. Im Zentrum der Arbeit stehen drei Kernbereiche.
- Blindheitsprävention: In Entwicklungsländern führen die Lebensbedingungen zu einem bis zu 10-fach höheren Erblindungsrisiko auf Grund von Wasser- und Vitaminmangel und schlechten hygienischen Umständen. In trockenen Gebieten führen durch Fliegen übertragene bakterielle Infektionen zu Blindheit (Trachom). Die CBM finanziert Aufklärung und Medikamente. Sie unterstützt auch Projekte, die die Flussblindheit bekämpfen.
- Grauer Star (Katarakt): Die CBM finanziert Augenoperationen zur Behandlung des Grauen Stars in Entwicklungsländern. Seit 1966 wurden mehr als 15 Millionen Operationen finanziert (Stand 2020).[16]
- Verbesserung der Lebensbedingungen: Die Organisation unterstützt Partnerorganisationen in Entwicklungsländern. Diese stellen Menschen mit Behinderungen Sehhilfen, Hörhilfen, Prothesen und Gehhilfen zur Verfügung, damit sie ein möglichst unabhängiges Leben führen können. CBM fördert außerdem das Erlernen von Blindenschrift und Gebärdensprache. Sie engagiert sich, damit in Entwicklungsgebieten Menschen mit Behinderungen wirtschaftliche Perspektive und Auskommen finden (Inklusion). Darüber wird gesundheitliche Aufklärung, Aus- und Weiterbildung lokaler medizinischer Fachkräfte geleistet. Ferner werden Menschen mit Behinderung durch gezielte Schulung und handwerkliche Ausbildung gefördert. Zudem sensibilisiert sie die Bevölkerung hinsichtlich der Rechte von Menschen mit Behinderungen (Advocacy).

### Erlebnismobil

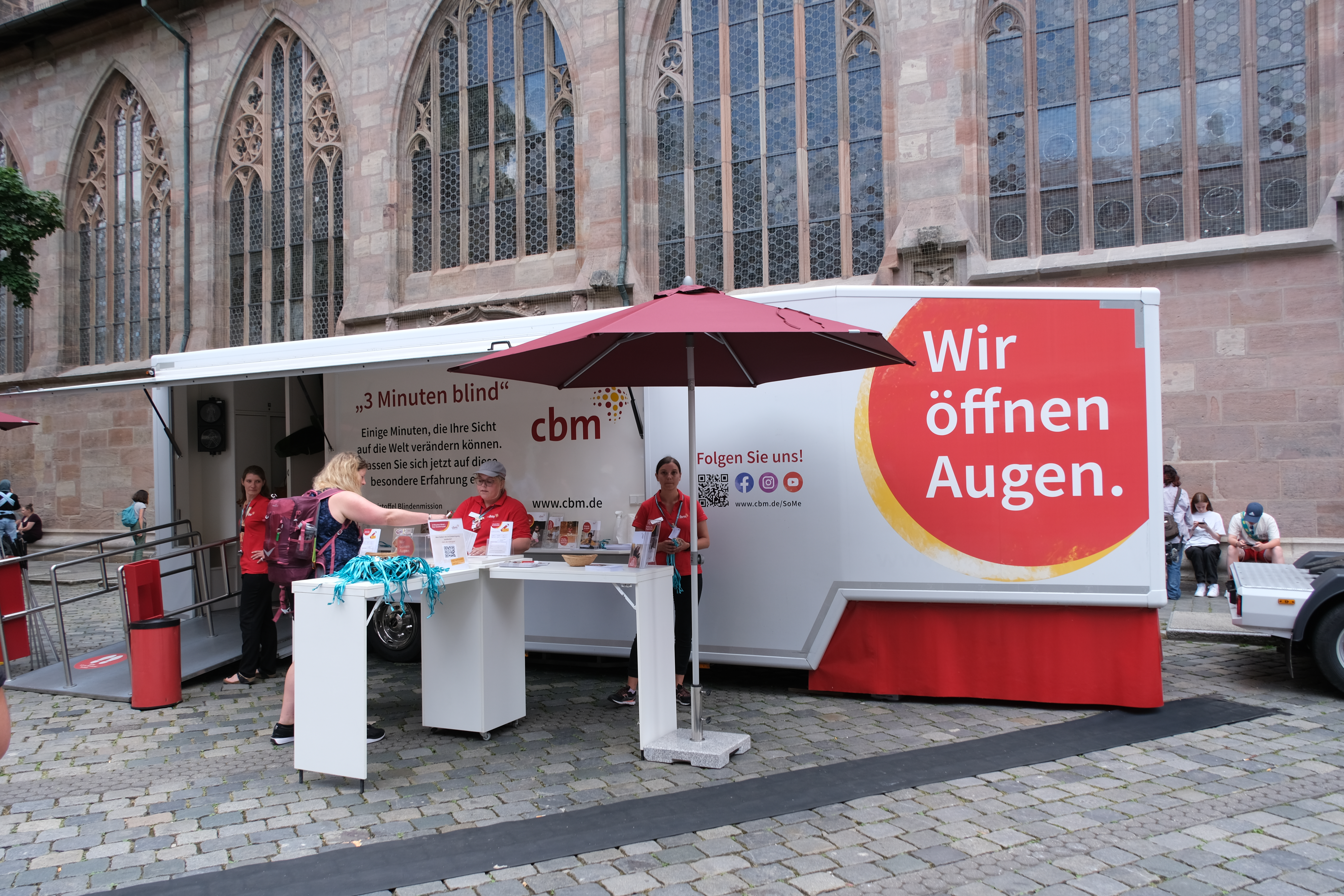
Christoffel-Blindenmission auf dem Deutschen Evangelischen Kirchentag 2023

Mit dem Erlebnismobil sensibilisieren die CBM in Deutschland und in der Schweiz für die Folgen von Sehbehinderung und Blindheit auf öffentlichen Plätzen, bei Messeveranstaltungen und an Schulen in Deutschland und der Schweiz. Ausgerüstet mit Langstock und Simulationsbrille, die vorübergehend «blind» macht, tasten sich die Besucher durch einen Gang. Sie erleben, welche Herausforderungen blinde Menschen täglich bewältigen müssen. Der zwölf Meter lange Erlebnisgang befindet sich in einem speziell dafür konzipierten Fahrzeug. Es ist bestückt mit alltäglichen Hindernissen und Gegenständen zum Ertasten und Erlauschen. Das Mobil eignet sich für Schülerinnen und Schüler ab der dritten Klasse. Durch die Doppellektion führt eine geschulte Person der CBM.

### Missionsarbeit
Die Organisation versteht sich als überkonfessionelles christliches Hilfswerk und sieht sich in der Tradition tätiger Nächstenliebe. Nach eigener Aussage soll Mission durch die Tat im sozial-diakonischen Sinne geschehen, jedoch nicht mehr aktiv durch Unterricht, wie etwa zur Zeit von Ernst Jakob Christoffel. Gleichwohl findet sich der unterweisende Missionsaspekt in Teilen ihrer Publikationen, z. B. regelmäßig in Form einer kurzen Andacht. Die Organisation arbeitet viel mit kirchlichen Partnern zusammen; viele der Projektmitarbeiter sind ehrenamtlich in der Gemeindearbeit ihrer Ortskirche tätig, indem sie Gottesdienste gestalten.

## Statistische Entwicklung

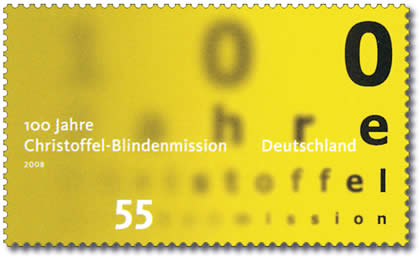
100 Jahre Blindenmission auf Gedenkbriefmarke

Die Zahl der Menschen, die durch die CBM erreicht werden, ist von 25 Millionen im Jahr 2010 auf über 50 Millionen im Jahr 2021 gestiegen (eigene Angaben). Viele der Maßnahmen, die im Jahr 2020 etwa auf Grund von Ausgangssperren und Kontaktbeschränkungen während der Corona-Pandemie verschoben werden mussten, wurden 2021 nachgeholt. 5,5 Millionen Menschen hat die CBM zusammen mit ihren lokalen Partnern im Jahr 2021 durch Operationen und andere medizinische Behandlungen sowie mit Reha-Maßnahmen und Bildung umfassend geholfen. 47,1 Millionen Menschen erhielten zudem Medikamente gegen vernachlässigte Tropenkrankheiten, beispielsweise Trachom und Flussblindheit
In Deutschland stiegen die Geldspenden von 42,2 Millionen im Jahr 2012 über 46 Millionen Euro im Jahr 2014 auf 71,2 Millionen Euro im Jahr 2021. Die gesamten Spendenerträge beliefen sich im Jahr 2021 auf 233,5 Millionen Euro. Diese beinhalten neben Geld- und Sachspenden auch Erträge aus Nachlässen, öffentlichen Mitteln und Bußgeldern. Ein Großteil der Sachspenden entfällt auf ein Arzneimittelspendenprogramm der Firma Merck Sharp & Dome (MSD) gegen Flussblindheit, das im Jahr 2021 als Sachspende in Höhe von knapp 134 Millionen Euro zu Buche schlägt.

## Prominente Unterstützer
Die Organisation wird von folgenden Prominenten aus den verschiedensten Bereichen des öffentlichen Lebens unterstützt:
Für Deutschland
- Verena Bentele, Biathletin und ehemalige Behindertenbeauftragte der Bundesregierung[19]
- Clemens Bittlinger, Pfarrer und Liedermacher
- Ivanka Brekalo, Schauspielerin in Theater und TV
- Moya Brennan, Sängerin aus Irland
- Rüdiger Hoffmann, Kabarettist und Musiker
- Hannes Jaenicke, Schauspieler in Film und TV
- René Kindermann, Journalist und Fernsehmoderator
- Raul Krauthausen, Aktivist
- Marco, Unterhaltungskünstler
- Rosi Mittermaier und Christian Neureuther, Skirennläufer
- Max Müller, TV-Schauspieler und Sänger
- Thomas Quasthoff, Bassbariton und Grammy-Gewinner
- Regina Vollbrecht, Marathonläuferin
- Jörg von de Fenn, blinder Bergsteiger und Speedskater
- Henry Wanyoike, Marathonläufer
- Isabell Werth, Dressurreiterin
- Joana Zimmer, Sängerin

Für die Schweiz
- Nathalie Dürmüller, Pfarrerin und ehemalige Sprecherin Wort zum Sonntag
- Sibylle Forrer, Pfarrerin und ehemalige Sprecherin Wort zum Sonntag
- Jeanette Macchi, Moderatorin
- David Plüss, Musiker und Produzent

## Sonstiges
Im Jahr 1992 kam heraus, dass die Organisation in den 1980er Jahren Berichte und Briefe extra so geschrieben hatte, dass eine höhere Spendenbereitschaft erzielt werden konnte. Der damalige Direktor der CBM hatte sich im Zuge der Ermittlungen umgebracht. Die CBM musste Steuern in Millionenhöhe nachzahlen.
Ab 2004 warb die Christoffel-Blindenmission mit einem Plakat um Spenden, auf dem ein schwarzer Blinder abgebildet war, dessen Augen als Geldeinwurfschlitze dargestellt waren. Für die Kampagne hatte die Agentur BBDO einen Preis des Gesamtverbands Kommunikationsagenturen gewonnen. Erst nach Protesten wegen herabsetzender Darstellung blinder Menschen wurde sie 2006 eingestellt.